# Enrique Strachan
Enrique Strachan es un misionero estadounidense, cofundador, junto a su esposa, la también misionera Susana Strachan, de distintas instituciones en Latinoamérica.
En su estancia en la Argentina como misionero de la Unión Evangélica Sudamericana, fundó la Misión Latinoamericana. Además, fue cofundador, en San José de Costa Rica, del Seminario Bíblico Latinoamericano.